# Hèrnia
L'hèrnia o, popularment  trencadura, és un tumor provocat per la sortida total o parcial d'una víscera o d'una altra formació anatòmica per una obertura anormal de la paret que l'envolta.

## Tipus

### Segons la localització

#### Del contingut abdominal
- Hèrnia inguinal, que també se sol anomenar trencadura.[1] És en el conducte inguinal.
- Hèrnia crural, per l'orifici crural.
- Hèrnia hiatal, d'una part de l'estómac a través del hiat esofàgic del diafragma.
- Hèrnia umbilical, a nivell del melic.
- Hèrnia epigàstrica, a nivell de la línia blanca, per damunt del melic.
- Hèrnia incisional o eventració, de la paret abdominal produïda per la dehiscència d'una ferida abdominal després d'una intervenció quirúrgica.

#### Altres
- Hèrnia discal, a nivell del disc intervertebral.
- Hèrnia intrasponjosa o de Schmorl, del disc intervertebral cap al cos de la vèrtebra.
- Hèrnia cerebral, degut a un augment de la pressió intracranial.